# Tercera División de España 1960-61
La temporada 1960–61 de la Tercera División de España de fútbol corresponde a la 24ª edición del campeonato y se disputó entre el 11 de septiembre de 1960 y el 25 de junio de 1961.

## Sistema de competición
La Tercera División de España 1960-61 fue organizada por la Federación Española de Fútbol (RFEF).
El campeonato contó con la participación de 225 clubes divididos en catorce grupos. La competición siguió un sistema de liga, de modo que los equipos de cada grupo se enfrentaron entre sí, todos contra todos en dos ocasiones -una en campo propio y otra en campo contrario- sumando un total de treinta jornadas. El orden de los encuentros se decidió por sorteo antes de empezar la competición.
Se estableció una clasificación con arreglo a los puntos obtenidos en cada enfrentamiento, a razón de dos por partido ganado, uno por empatado y ninguno en caso de derrota. En caso de empate a puntos entre dos o más clubes en la clasificación, se tuvo en cuenta el mayor cociente de goles. 
Los primeros clasificados de cada grupo disputaron la Fase de Ascenso en sistema de eliminatorias a doble partido a partir de octavos de final. Los cuatro vencedores de los cuartos de final ascendieron a Segunda División.
Los segundos clasificados de cada grupo disputaron la Promoción de Ascenso en sistema de eliminatorias a doble partido a partir de octavos de final. Los cuatro vencedores de los cuartos de final se enfrentaron en otra eliminatoria a los decimoterceros y decimocuartos clasificados de los dos grupos de Segunda División para decidir ascenso o permanencia según el caso.
En todos los grupos hubo descensos directos a categoría regional.

## Clasificaciones

### Grupo I
| Pos. | Equipo                | Pts. | PJ | G  | E  | P  | GF  | GC | Dif. | Clasificación                                            |
| ---- | --------------------- | ---- | -- | -- | -- | -- | --- | -- | ---- | -------------------------------------------------------- |
| 1    | Club Ferrol           | 51   | 30 | 24 | 3  | 3  | 103 | 27 | +76  | Acceso a Promoción de ascenso para campeones de grupo    |
| 2    | C. D. Lugo            | 43   | 30 | 20 | 3  | 7  | 73  | 34 | +39  | Acceso a Promoción de ascenso para subcampeones de grupo |
| 3    | Turista S. C.         | 36   | 30 | 15 | 6  | 9  | 56  | 42 | +14  |                                                          |
| 4    | Vivero C. F.          | 34   | 30 | 14 | 6  | 10 | 47  | 40 | +7   |                                                          |
| 5    | Club Lemos            | 33   | 30 | 14 | 5  | 11 | 35  | 34 | +1   |                                                          |
| 6    | Arsenal C. F.         | 32   | 30 | 13 | 6  | 11 | 49  | 37 | +12  |                                                          |
| 7    | Marín C. F.           | 32   | 30 | 13 | 6  | 11 | 49  | 49 | 0    |                                                          |
| 8    | Arosa S. C.           | 29   | 30 | 12 | 5  | 13 | 54  | 44 | +10  |                                                          |
| 9    | C. D. Choco           | 28   | 30 | 11 | 6  | 13 | 52  | 57 | −5   |                                                          |
| 10   | Club Gran Peña        | 27   | 30 | 12 | 3  | 15 | 47  | 52 | −5   |                                                          |
| 11   | Fabril S. D.          | 27   | 30 | 11 | 5  | 14 | 38  | 62 | −24  |                                                          |
| 12   | Club Santiago         | 26   | 30 | 11 | 4  | 15 | 35  | 44 | −9   |                                                          |
| 13   | Corujo C. F.          | 26   | 30 | 9  | 8  | 13 | 50  | 69 | −19  |                                                          |
| 14   | Club Zeltia Deportivo | 24   | 30 | 11 | 2  | 17 | 53  | 69 | −16  |                                                          |
| 15   | Órdenes S. D. (D)     | 24   | 30 | 7  | 10 | 13 | 38  | 53 | −15  | Descenso a Categoría Regional                            |
| 16   | Flavia S. D. (D)      | 8    | 30 | 2  | 4  | 24 | 19  | 85 | −66  | Descenso a Categoría Regional                            |

 Fuente: Fútbol Regional

### Grupo II
| Pos. | Equipo                    | Pts. | PJ | G  | E | P  | GF | GC | Dif. | Clasificación                                            |
| ---- | ------------------------- | ---- | -- | -- | - | -- | -- | -- | ---- | -------------------------------------------------------- |
| 1    | C. P. La Felguera         | 49   | 30 | 23 | 3 | 4  | 67 | 22 | +45  | Acceso a Promoción de ascenso para campeones de grupo    |
| 2    | Real Avilés C. F.         | 49   | 30 | 24 | 1 | 5  | 87 | 30 | +57  | Acceso a Promoción de ascenso para subcampeones de grupo |
| 3    | Club Langreano            | 36   | 30 | 16 | 4 | 10 | 65 | 48 | +17  |                                                          |
| 4    | U. D. El Entrego          | 33   | 30 | 15 | 3 | 12 | 57 | 47 | +10  |                                                          |
| 5    | Club Siero                | 33   | 30 | 14 | 5 | 11 | 60 | 50 | +10  |                                                          |
| 6    | Caudal Deportivo          | 33   | 30 | 15 | 3 | 12 | 51 | 40 | +11  |                                                          |
| 7    | S. D. Lenense             | 29   | 30 | 11 | 7 | 12 | 42 | 63 | −21  |                                                          |
| 8    | C. D. Turón               | 28   | 30 | 12 | 4 | 14 | 48 | 53 | −5   |                                                          |
| 9    | Luarca C. F.              | 27   | 30 | 12 | 3 | 15 | 53 | 52 | +1   |                                                          |
| 10   | Santiago de Aller C. F.   | 27   | 30 | 12 | 3 | 15 | 58 | 58 | 0    |                                                          |
| 11   | Club Calzada              | 26   | 30 | 10 | 6 | 14 | 50 | 52 | −2   |                                                          |
| 12   | C. D. San Martín          | 26   | 30 | 9  | 8 | 13 | 58 | 62 | −4   |                                                          |
| 13   | Pelayo C. F.              | 25   | 30 | 8  | 9 | 13 | 48 | 62 | −14  |                                                          |
| 14   | Real Titánico             | 21   | 30 | 7  | 7 | 16 | 47 | 85 | −38  |                                                          |
| 15   | Club Marino de Luanco (D) | 20   | 30 | 7  | 6 | 17 | 36 | 76 | −40  | Descenso a Categoría Regional                            |
| 16   | C. D. Praviano (D)        | 18   | 30 | 7  | 4 | 19 | 42 | 69 | −27  | Descenso a Categoría Regional                            |

 Fuente: Fútbol Regional
Notas:
1. 1 2  Para la siguiente temporada el Club Langreano y el C. P. La Felguera se fusionaron para formar la U. P. Langreo

### Grupo III
| Pos. | Equipo                    | Pts. | PJ | G  | E  | P  | GF | GC | Dif. | Clasificación                                            |
| ---- | ------------------------- | ---- | -- | -- | -- | -- | -- | -- | ---- | -------------------------------------------------------- |
| 1    | S. D. Rayo Cantabria      | 47   | 30 | 21 | 5  | 4  | 79 | 21 | +58  | Acceso a Promoción de ascenso para campeones de grupo    |
| 2    | C. D. Galdácano           | 40   | 30 | 14 | 12 | 4  | 52 | 27 | +25  | Acceso a Promoción de ascenso para subcampeones de grupo |
| 3    | Arenas Club               | 36   | 30 | 15 | 6  | 9  | 48 | 36 | +12  |                                                          |
| 4    | C. D. Laredo              | 36   | 30 | 14 | 8  | 8  | 44 | 30 | +14  |                                                          |
| 5    | C. D. Guecho              | 36   | 30 | 14 | 8  | 8  | 59 | 46 | +13  |                                                          |
| 6    | S. C. D. Durango          | 33   | 30 | 12 | 9  | 9  | 43 | 43 | 0    |                                                          |
| 7    | Gimnástica de Torrelavega | 28   | 30 | 11 | 6  | 13 | 45 | 50 | −5   |                                                          |
| 8    | S. D. Izarra              | 28   | 30 | 9  | 10 | 11 | 41 | 44 | −3   |                                                          |
| 9    | S. D. Deusto-Universidad  | 28   | 30 | 11 | 6  | 13 | 41 | 49 | −8   |                                                          |
| 10   | Santoña C. F.             | 28   | 30 | 11 | 6  | 13 | 51 | 55 | −4   |                                                          |
| 11   | C. D. Larramendi          | 27   | 30 | 10 | 7  | 13 | 43 | 46 | −3   |                                                          |
| 12   | Club Erandio              | 27   | 30 | 10 | 7  | 13 | 57 | 62 | −5   |                                                          |
| 13   | S. D. Unión Club (D)      | 26   | 30 | 8  | 10 | 12 | 36 | 46 | −10  | Descenso a Categoría Regional                            |
| 14   | C. D. Peña (D)            | 25   | 30 | 9  | 7  | 14 | 33 | 44 | −11  | Descenso a Categoría Regional                            |
| 15   | S. D. Valmaseda C. F. (D) | 23   | 30 | 10 | 3  | 17 | 33 | 60 | −27  | Descenso a Categoría Regional                            |
| 16   | C. D. Naval (D)           | 12   | 30 | 3  | 6  | 21 | 19 | 65 | −46  | Descenso a Categoría Regional                            |

 Fuente: Fútbol Regional

### Grupo IV
| Pos. | Equipo                      | Pts. | PJ | G  | E | P  | GF | GC | Dif. | Clasificación                                            |
| ---- | --------------------------- | ---- | -- | -- | - | -- | -- | -- | ---- | -------------------------------------------------------- |
| 1    | Deportivo Alavés            | 45   | 30 | 20 | 5 | 5  | 87 | 25 | +62  | Acceso a Promoción de ascenso para campeones de grupo    |
| 2    | C. D. Vitoria               | 41   | 30 | 18 | 5 | 7  | 74 | 52 | +22  | Acceso a Promoción de ascenso para subcampeones de grupo |
| 3    | S. D. Eibar                 | 39   | 30 | 18 | 3 | 9  | 82 | 50 | +32  |                                                          |
| 4    | C. D. Touring               | 37   | 30 | 15 | 7 | 8  | 60 | 36 | +24  |                                                          |
| 5    | Real Unión de Irún          | 34   | 30 | 13 | 8 | 9  | 58 | 41 | +17  |                                                          |
| 6    | C. D. Logroñés              | 31   | 30 | 14 | 3 | 13 | 50 | 51 | −1   |                                                          |
| 7    | C. D. Alfaro                | 31   | 30 | 12 | 7 | 11 | 59 | 45 | +14  |                                                          |
| 8    | C. D. Iruña                 | 31   | 30 | 12 | 7 | 11 | 54 | 62 | −8   |                                                          |
| 9    | C. D. Vergara               | 30   | 30 | 12 | 6 | 12 | 50 | 55 | −5   |                                                          |
| 10   | C. D. Mirandés              | 29   | 30 | 12 | 5 | 13 | 53 | 58 | −5   |                                                          |
| 11   | Villafranca U. C.           | 28   | 30 | 13 | 2 | 15 | 51 | 47 | +4   |                                                          |
| 12   | C. D. Elgóibar              | 28   | 30 | 11 | 6 | 13 | 44 | 58 | −14  |                                                          |
| 13   | Tolosa C. F.                | 27   | 30 | 12 | 3 | 15 | 51 | 63 | −12  |                                                          |
| 14   | S. D. Beasain               | 17   | 30 | 5  | 7 | 18 | 47 | 79 | −32  | Acceso a Promoción de permanencia                        |
| 15   | C. D. Recreación de Logroño | 14   | 30 | 5  | 9 | 16 | 40 | 82 | −42  | Acceso a Promoción de permanencia                        |
| 16   | C. D. Izarra                | 13   | 30 | 5  | 3 | 22 | 30 | 86 | −56  | Descenso a Categoría Regional                            |

 Fuente: Fútbol Regional

### Grupo V
| Pos. | Equipo                     | Pts. | PJ | G  | E | P  | GF | GC | Dif. | Clasificación                                            |
| ---- | -------------------------- | ---- | -- | -- | - | -- | -- | -- | ---- | -------------------------------------------------------- |
| 1    | U. D. Amistad              | 43   | 30 | 19 | 5 | 6  | 76 | 31 | +45  | Acceso a Promoción de ascenso para campeones de grupo    |
| 2    | Arenas S. D.               | 41   | 30 | 18 | 5 | 7  | 69 | 34 | +35  | Acceso a Promoción de ascenso para subcampeones de grupo |
| 3    | C. D. Numancia             | 38   | 30 | 16 | 6 | 8  | 64 | 46 | +18  |                                                          |
| 4    | Juventud C. F.             | 37   | 30 | 16 | 5 | 9  | 70 | 50 | +20  |                                                          |
| 5    | A. C. D. Tarazona          | 36   | 30 | 16 | 4 | 10 | 51 | 49 | +2   |                                                          |
| 6    | Alcañiz C. F.              | 35   | 30 | 16 | 3 | 11 | 57 | 33 | +24  |                                                          |
| 7    | Atlético de Monzón         | 34   | 30 | 15 | 4 | 11 | 61 | 43 | +18  |                                                          |
| 8    | C. D. Mequinenza           | 33   | 30 | 17 | 2 | 11 | 64 | 49 | +15  |                                                          |
| 9    | C. D. Caspe                | 31   | 30 | 14 | 3 | 13 | 34 | 39 | −5   |                                                          |
| 10   | C. D. Ejea                 | 30   | 30 | 14 | 2 | 14 | 51 | 57 | −6   |                                                          |
| 11   | C. D. Calvo Sotelo Andorra | 30   | 30 | 13 | 4 | 13 | 44 | 50 | −6   |                                                          |
| 12   | A. D. Sabiñánigo           | 24   | 30 | 9  | 6 | 15 | 46 | 65 | −19  |                                                          |
| 13   | C. D. Teruel               | 22   | 30 | 9  | 4 | 17 | 52 | 72 | −20  |                                                          |
| 14   | U. D. Fraga (D)            | 18   | 30 | 8  | 2 | 20 | 44 | 72 | −28  | Descenso a Categoría Regional                            |
| 15   | U. D. Jaca (D)             | 13   | 30 | 5  | 5 | 20 | 31 | 62 | −31  | Descenso a Categoría Regional                            |
| 16   | C. D. Calatayud (D)        | 10   | 30 | 4  | 2 | 24 | 29 | 91 | −62  | Descenso a Categoría Regional                            |

 Fuente: Fútbol Regional

### Grupo VI
| Pos. | Equipo               | Pts. | PJ | G  | E  | P  | GF | GC | Dif. | Clasificación                                            |
| ---- | -------------------- | ---- | -- | -- | -- | -- | -- | -- | ---- | -------------------------------------------------------- |
| 1    | C. F. Badalona       | 47   | 30 | 21 | 5  | 4  | 85 | 46 | +39  | Acceso a Promoción de ascenso para campeones de grupo    |
| 2    | C. D. Manresa        | 43   | 30 | 18 | 7  | 5  | 85 | 30 | +55  | Acceso a Promoción de ascenso para subcampeones de grupo |
| 3    | C. D. Mataró         | 39   | 30 | 17 | 5  | 8  | 64 | 48 | +16  |                                                          |
| 4    | Gerona C. F.         | 38   | 30 | 14 | 10 | 6  | 75 | 37 | +38  |                                                          |
| 5    | C. D. Fabra y Coats  | 37   | 30 | 16 | 5  | 9  | 59 | 50 | +9   |                                                          |
| 6    | C. D. Puigreig       | 34   | 30 | 15 | 4  | 11 | 64 | 48 | +16  |                                                          |
| 7    | U. E. Figueras       | 33   | 30 | 13 | 7  | 10 | 66 | 50 | +16  |                                                          |
| 8    | U. D. Artiguense     | 30   | 30 | 12 | 6  | 12 | 64 | 77 | −13  |                                                          |
| 9    | U. D. A. Gramanet    | 30   | 30 | 14 | 2  | 14 | 62 | 60 | +2   |                                                          |
| 10   | A. D. C. Manlleu     | 28   | 30 | 12 | 4  | 14 | 48 | 64 | −16  |                                                          |
| 11   | U. D. Olot           | 27   | 30 | 10 | 7  | 13 | 59 | 48 | +11  |                                                          |
| 12   | C. D. San Andrés     | 23   | 30 | 10 | 3  | 17 | 42 | 63 | −21  |                                                          |
| 13   | C. D. Moncada        | 20   | 30 | 8  | 4  | 18 | 54 | 88 | −34  |                                                          |
| 14   | C. D. Granollers     | 19   | 30 | 6  | 7  | 17 | 45 | 76 | −31  |                                                          |
| 15   | C. D. Adrianense (D) | 16   | 30 | 6  | 4  | 20 | 37 | 77 | −40  | Descenso a Categoría Regional                            |
| 16   | U. D. Vich (D)       | 16   | 30 | 6  | 4  | 20 | 39 | 80 | −41  | Descenso a Categoría Regional                            |

 Fuente: Fútbol Regionla

### Grupo VII
| Pos. | Equipo                  | Pts. | PJ | G  | E  | P  | GF | GC | Dif. | Clasificación                                            |
| ---- | ----------------------- | ---- | -- | -- | -- | -- | -- | -- | ---- | -------------------------------------------------------- |
| 1    | Gimnástico de Tarragona | 46   | 30 | 18 | 10 | 2  | 73 | 30 | +43  | Acceso a Promoción de ascenso para campeones de grupo    |
| 2    | C. D. Hospitalet        | 42   | 30 | 18 | 6  | 6  | 78 | 32 | +46  | Acceso a Promoción de ascenso para subcampeones de grupo |
| 3    | C. F. Reus Deportivo    | 38   | 30 | 15 | 8  | 7  | 59 | 38 | +21  |                                                          |
| 4    | U. D. San Martín        | 31   | 30 | 13 | 5  | 12 | 59 | 57 | +2   |                                                          |
| 5    | C. D. Europa            | 30   | 30 | 12 | 6  | 12 | 59 | 46 | +13  |                                                          |
| 6    | U. D. Lérida            | 30   | 30 | 13 | 4  | 13 | 61 | 56 | +5   |                                                          |
| 7    | U. D. Rapitense         | 29   | 30 | 12 | 5  | 13 | 50 | 71 | −21  |                                                          |
| 8    | C. D. Júpiter           | 29   | 30 | 12 | 5  | 13 | 60 | 71 | −11  |                                                          |
| 9    | U. D. Sans              | 29   | 20 | 11 | 7  | 2  | 62 | 54 | +8   |                                                          |
| 10   | C. F. Villanueva        | 28   | 30 | 10 | 8  | 12 | 54 | 53 | +1   |                                                          |
| 11   | C. F. Balaguer          | 27   | 30 | 11 | 5  | 14 | 57 | 71 | −14  |                                                          |
| 12   | C. F. Gavá              | 27   | 30 | 11 | 5  | 14 | 51 | 55 | −4   |                                                          |
| 13   | Atlético Iberia         | 27   | 30 | 9  | 9  | 12 | 41 | 50 | −9   |                                                          |
| 14   | C. F. Amposta (D)       | 24   | 30 | 9  | 6  | 15 | 42 | 63 | −21  | Descenso a Categoría Regional                            |
| 15   | C. D. La Cava (D)       | 24   | 30 | 9  | 6  | 15 | 38 | 70 | −32  | Descenso a Categoría Regional                            |
| 16   | C. F. Samboyano (D)     | 19   | 30 | 7  | 5  | 18 | 47 | 74 | −27  | Descenso a Categoría Regional                            |

 Fuente: Fútbol Regional

### Grupo VIII
| Pos. | Equipo                   | Pts. | PJ | G  | E | P  | GF | GC  | Dif. | Clasificación                                            |
| ---- | ------------------------ | ---- | -- | -- | - | -- | -- | --- | ---- | -------------------------------------------------------- |
| 1    | C. D. Atlético Baleares  | 48   | 28 | 23 | 2 | 3  | 82 | 23  | +59  | Acceso a Promoción de ascenso para campeones de grupo    |
| 2    | C. D. Constancia         | 47   | 28 | 22 | 3 | 3  | 96 | 22  | +74  | Acceso a Promoción de ascenso para subcampeones de grupo |
| 3    | C. D. Soledad            | 43   | 28 | 20 | 3 | 5  | 73 | 34  | +39  |                                                          |
| 4    | U. D. Mahón              | 37   | 28 | 17 | 3 | 8  | 61 | 39  | +22  |                                                          |
| 5    | C. D. Felanich           | 36   | 28 | 15 | 6 | 7  | 56 | 36  | +20  |                                                          |
| 6    | C. D. Menorca            | 29   | 28 | 13 | 3 | 12 | 61 | 52  | +9   |                                                          |
| 7    | C. D. Manacor            | 28   | 28 | 10 | 8 | 10 | 52 | 45  | +7   |                                                          |
| 8    | U. D. Poblense           | 25   | 28 | 10 | 5 | 13 | 49 | 67  | −18  |                                                          |
| 9    | U. D. Andraitx           | 22   | 28 | 9  | 4 | 15 | 49 | 68  | −19  |                                                          |
| 10   | C. D. Atlético Ciudadela | 22   | 28 | 9  | 4 | 15 | 66 | 76  | −10  |                                                          |
| 11   | C. D. Alaró              | 21   | 28 | 9  | 3 | 16 | 64 | 68  | −4   |                                                          |
| 12   | C. F. Pollensa           | 20   | 28 | 9  | 2 | 17 | 36 | 69  | −33  |                                                          |
| 13   | C. D. Alayor             | 15   | 28 | 6  | 3 | 19 | 36 | 72  | −36  |                                                          |
| 14   | C. D. Cardessar (D)      | 14   | 28 | 6  | 2 | 20 | 37 | 112 | −75  | Descenso a Categoría Regional                            |
| 15   | C. F. Sóller (D)         | 13   | 28 | 5  | 3 | 20 | 39 | 74  | −35  | Descenso a Categoría Regional                            |
| 16   | C. D. Murense (D)        | 0    | 0  | 0  | 0 | 0  | 0  | 0   | 0    | Descenso a Categoría Regional                            |

 Fuente: Fútbol Regional
Notas:
1. ↑  Después de tres incomparecencias, el C. D. Murense se retiró en la jornada 13 anulándose todos sus resultados.

### Grupo IX
| Pos. | Equipo                   | Pts. | PJ | G  | E  | P  | GF | GC | Dif. | Clasificación                                            |
| ---- | ------------------------ | ---- | -- | -- | -- | -- | -- | -- | ---- | -------------------------------------------------------- |
| 1    | C. D. Olímpico de Játiva | 47   | 30 | 23 | 1  | 6  | 86 | 29 | +57  | Acceso a Promoción de ascenso para campeones de grupo    |
| 2    | Onteniente C. F.         | 43   | 30 | 19 | 5  | 6  | 64 | 38 | +26  | Acceso a Promoción de ascenso para subcampeones de grupo |
| 3    | C. D. Alcoyano           | 39   | 30 | 17 | 5  | 8  | 65 | 44 | +21  |                                                          |
| 4    | C. F. Cullera            | 38   | 30 | 17 | 4  | 9  | 69 | 49 | +20  |                                                          |
| 5    | C. F. Gandía             | 36   | 30 | 16 | 4  | 10 | 82 | 43 | +39  |                                                          |
| 6    | S. D. Sueca              | 36   | 30 | 17 | 2  | 11 | 66 | 51 | +15  |                                                          |
| 7    | U. D. Alcira             | 34   | 30 | 13 | 8  | 9  | 59 | 49 | +10  |                                                          |
| 8    | U. D. Canals             | 32   | 30 | 11 | 10 | 9  | 52 | 39 | +13  |                                                          |
| 9    | C. D. Acero              | 27   | 30 | 12 | 3  | 15 | 43 | 51 | −8   |                                                          |
| 10   | Pego C. F.               | 26   | 30 | 10 | 6  | 14 | 43 | 59 | −16  |                                                          |
| 11   | C. D. Portuarios         | 24   | 30 | 9  | 6  | 15 | 47 | 71 | −24  |                                                          |
| 12   | Atlético Saguntino       | 23   | 30 | 8  | 7  | 15 | 40 | 74 | −34  |                                                          |
| 13   | C. D. Onda               | 22   | 30 | 7  | 8  | 15 | 32 | 46 | −14  |                                                          |
| 14   | Villarreal C. F. (D)     | 22   | 30 | 10 | 2  | 18 | 29 | 69 | −40  | Descenso a Categoría Regional                            |
| 15   | Catarroja C. F. (D)      | 21   | 30 | 8  | 5  | 17 | 46 | 60 | −14  | Descenso a Categoría Regional                            |
| 16   | U. D. Alginet (D)        | 10   | 30 | 3  | 4  | 23 | 21 | 82 | −61  | Descenso a Categoría Regional                            |

 Fuente: Fútbol Regional

### Grupo X
| Pos. | Equipo                       | Pts. | PJ | G  | E | P  | GF  | GC | Dif. | Clasificación                                            |
| ---- | ---------------------------- | ---- | -- | -- | - | -- | --- | -- | ---- | -------------------------------------------------------- |
| 1    | Albacete Balompié            | 50   | 30 | 24 | 2 | 4  | 101 | 25 | +76  | Acceso a Promoción de ascenso para campeones de grupo    |
| 2    | U. D. Cartagenera            | 49   | 30 | 22 | 5 | 3  | 99  | 30 | +69  | Acceso a Promoción de ascenso para subcampeones de grupo |
| 3    | Imperial C. F.               | 46   | 30 | 21 | 4 | 5  | 79  | 37 | +42  |                                                          |
| 4    | C. D. Eldense                | 39   | 30 | 17 | 5 | 8  | 85  | 49 | +36  |                                                          |
| 5    | Alicante C. F.               | 35   | 30 | 16 | 3 | 11 | 59  | 35 | +24  |                                                          |
| 6    | Orihuela Deportiva C. F.     | 34   | 30 | 14 | 6 | 10 | 65  | 53 | +12  |                                                          |
| 7    | C. D. Lorca                  | 28   | 30 | 12 | 4 | 14 | 47  | 55 | −8   |                                                          |
| 8    | C. D. Abarán                 | 28   | 30 | 14 | 0 | 16 | 55  | 62 | −7   |                                                          |
| 9    | Cieza C. F.                  | 27   | 30 | 13 | 1 | 16 | 55  | 62 | −7   |                                                          |
| 10   | C. D. Almoradí               | 25   | 30 | 10 | 5 | 15 | 45  | 71 | −26  |                                                          |
| 11   | Rayo Ibense C. F.            | 24   | 30 | 10 | 4 | 16 | 52  | 80 | −28  |                                                          |
| 12   | Novelda C. F.                | 24   | 30 | 10 | 4 | 16 | 48  | 75 | −27  |                                                          |
| 13   | Madrigueras C. F.            | 23   | 30 | 10 | 3 | 17 | 39  | 65 | −26  |                                                          |
| 14   | Crevillente Industrial C. F. | 22   | 30 | 10 | 2 | 18 | 51  | 86 | −35  |                                                          |
| 15   | Águilas C. F.                | 18   | 30 | 8  | 2 | 20 | 55  | 76 | −21  |                                                          |
| 16   | Callosa Deportiva C. F.      | 6    | 30 | 3  | 2 | 25 | 20  | 94 | −74  |                                                          |

 Fuente: Fútbol Regional

### Grupo XI
| Pos. | Equipo                      | Pts. | PJ | G  | E | P  | GF | GC | Dif. | Clasificación                                            |
| ---- | --------------------------- | ---- | -- | -- | - | -- | -- | -- | ---- | -------------------------------------------------------- |
| 1    | Sevilla Atlético            | 51   | 30 | 23 | 5 | 2  | 78 | 18 | +60  | Acceso a Promoción de ascenso para campeones de grupo    |
| 2    | Melilla C. F.               | 44   | 30 | 20 | 4 | 6  | 62 | 19 | +43  | Acceso a Promoción de ascenso para subcampeones de grupo |
| 3    | C. D. Linares               | 38   | 30 | 18 | 2 | 10 | 57 | 37 | +20  |                                                          |
| 4    | Algeciras C. F.             | 34   | 30 | 15 | 4 | 11 | 52 | 38 | +14  |                                                          |
| 5    | R. B. Linense               | 32   | 30 | 13 | 6 | 11 | 69 | 52 | +17  |                                                          |
| 6    | Peñarroya-Pueblonuevo C. F. | 31   | 30 | 15 | 1 | 14 | 57 | 55 | +2   |                                                          |
| 7    | Atlético Malagueño          | 29   | 30 | 12 | 5 | 13 | 51 | 45 | +6   |                                                          |
| 8    | C. D. Ronda                 | 29   | 30 | 13 | 3 | 14 | 42 | 55 | −13  |                                                          |
| 9    | Adra C. F.                  | 28   | 30 | 12 | 4 | 14 | 51 | 55 | −4   |                                                          |
| 10   | C. D. Veleño E. D.          | 27   | 30 | 11 | 5 | 14 | 32 | 56 | −24  |                                                          |
| 11   | Recreativo Granada          | 25   | 30 | 10 | 5 | 15 | 50 | 44 | +6   |                                                          |
| 12   | Atlético Cordobés           | 24   | 30 | 10 | 4 | 16 | 52 | 63 | −11  |                                                          |
| 13   | C. D. Antequerano           | 24   | 30 | 11 | 2 | 17 | 31 | 42 | −11  |                                                          |
| 14   | C. D. Iliturgi              | 22   | 30 | 9  | 4 | 17 | 40 | 77 | −37  |                                                          |
| 15   | Baeza Deportiva (D)         | 21   | 30 | 8  | 5 | 17 | 28 | 68 | −40  | Descenso a Categoría Regional                            |
| 16   | Recreativo Ecijano (D)      | 21   | 30 | 9  | 3 | 18 | 39 | 67 | −28  | Descenso a Categoría Regional                            |

 Fuente: Fútbol Regional

### Grupo XII
| Pos. | Equipo                            | Pts. | PJ | G  | E  | P  | GF | GC | Dif. | Clasificación                                            |
| ---- | --------------------------------- | ---- | -- | -- | -- | -- | -- | -- | ---- | -------------------------------------------------------- |
| 1    | R. C. Recreativo de Huelva        | 51   | 30 | 23 | 5  | 2  | 98 | 13 | +85  | Acceso a Promoción de ascenso para campeones de grupo    |
| 2    | Jerez C. D.                       | 45   | 30 | 20 | 5  | 5  | 62 | 26 | +36  | Acceso a Promoción de ascenso para subcampeones de grupo |
| 3    | Ayamonte C. F.                    | 39   | 30 | 17 | 5  | 8  | 55 | 39 | +16  |                                                          |
| 4    | La Palma C. F.                    | 37   | 30 | 16 | 5  | 9  | 66 | 44 | +22  |                                                          |
| 5    | Jerez Industrial C. F.            | 35   | 30 | 12 | 11 | 7  | 60 | 43 | +17  |                                                          |
| 6    | Balón de Cádiz C. F.              | 32   | 30 | 13 | 6  | 11 | 54 | 33 | +21  |                                                          |
| 7    | Recreatovo Portuense              | 32   | 30 | 13 | 6  | 11 | 59 | 49 | +10  |                                                          |
| 8    | C. D. Kimber-Utrera               | 30   | 30 | 11 | 8  | 11 | 62 | 55 | +7   |                                                          |
| 9    | Bollullos C. F.                   | 29   | 30 | 11 | 7  | 12 | 35 | 43 | −8   |                                                          |
| 10   | Barbate C. F.                     | 27   | 30 | 9  | 9  | 12 | 55 | 69 | −14  |                                                          |
| 11   | Coria C. F.                       | 23   | 30 | 10 | 3  | 17 | 56 | 72 | −16  |                                                          |
| 12   | C. D. Victoria Puerto Santa María | 23   | 30 | 7  | 9  | 14 | 40 | 69 | −29  |                                                          |
| 13   | Puerto Real C. F.                 | 23   | 30 | 9  | 5  | 16 | 42 | 83 | −41  |                                                          |
| 14   | C. D. Riffien Jaddú               | 21   | 30 | 9  | 3  | 18 | 37 | 56 | −19  |                                                          |
| 15   | S. D. Olímpica Valverdeña         | 18   | 30 | 5  | 8  | 17 | 39 | 74 | −35  |                                                          |
| 16   | Atlético Sanluqueño C. F. (D)     | 15   | 30 | 4  | 7  | 19 | 35 | 87 | −52  | Descenso a Categoría Regional                            |

 Fuente: Fútbol Regional

### Grupo XIII
| Pos. | Equipo                              | Pts. | PJ | G  | E | P  | GF | GC | Dif. | Clasificación                                            |
| ---- | ----------------------------------- | ---- | -- | -- | - | -- | -- | -- | ---- | -------------------------------------------------------- |
| 1    | C. D. Cacereño                      | 48   | 30 | 23 | 2 | 5  | 83 | 38 | +45  | Acceso a Promoción de ascenso para campeones de grupo    |
| 2    | Burgos C. F.                        | 46   | 30 | 20 | 6 | 4  | 78 | 26 | +52  | Acceso a Promoción de ascenso para subcampeones de grupo |
| 3    | Palencia C. F.                      | 40   | 30 | 19 | 2 | 9  | 83 | 44 | +39  |                                                          |
| 4    | Recreativo Europa Delicias          | 39   | 30 | 18 | 3 | 9  | 55 | 36 | +19  |                                                          |
| 5    | S. D. Hullera Vasco-Leonesa         | 38   | 30 | 18 | 2 | 10 | 53 | 49 | +4   |                                                          |
| 6    | C. D. Juventud del Círculo Católico | 37   | 30 | 17 | 3 | 10 | 60 | 37 | +23  |                                                          |
| 7    | C. D. Plasencia                     | 31   | 30 | 13 | 5 | 12 | 60 | 47 | +13  |                                                          |
| 8    | C. D. Salmantino                    | 31   | 30 | 14 | 3 | 13 | 55 | 58 | −3   |                                                          |
| 9    | C. F. Júpiter Leonés                | 27   | 30 | 12 | 3 | 15 | 48 | 57 | −9   |                                                          |
| 10   | S. D. Ponferradina                  | 25   | 30 | 11 | 3 | 16 | 59 | 48 | +11  |                                                          |
| 11   | C. D. Béjar Industrial              | 25   | 30 | 10 | 5 | 15 | 49 | 63 | −14  |                                                          |
| 12   | Atlético Zamora                     | 21   | 30 | 8  | 5 | 17 | 46 | 71 | −25  |                                                          |
| 13   | S. D. Gimnástica Arandina           | 21   | 30 | 7  | 7 | 16 | 52 | 86 | −34  |                                                          |
| 14   | C. D. Astorga                       | 20   | 30 | 8  | 4 | 18 | 39 | 66 | −27  |                                                          |
| 15   | Ciudad Rodrigo C. F.                | 18   | 30 | 6  | 6 | 18 | 34 | 80 | −46  |                                                          |
| 16   | C. D. San Pedro de Ponferrada       | 13   | 30 | 6  | 1 | 23 | 31 | 79 | −48  |                                                          |

 Fuente: Fútbol Regional

### Grupo XIV
| Pos. | Equipo                                      | Pts. | PJ | G  | E  | P  | GF | GC  | Dif. | Clasificación                                            |
| ---- | ------------------------------------------- | ---- | -- | -- | -- | -- | -- | --- | ---- | -------------------------------------------------------- |
| 1    | C. F. Calvo Sotelo                          | 49   | 32 | 22 | 5  | 5  | 84 | 24  | +60  | Acceso a Promoción de ascenso para campeones de grupo    |
| 2    | C. D. Villarrobledo                         | 44   | 32 | 19 | 6  | 7  | 81 | 34  | +47  | Acceso a Promoción de ascenso para subcampeones de grupo |
| 3    | C. D. Badajoz                               | 43   | 32 | 18 | 7  | 7  | 72 | 37  | +35  |                                                          |
| 4    | Getafe Deportivo                            | 39   | 32 | 17 | 5  | 10 | 58 | 46  | +12  |                                                          |
| 5    | C. D. Toledo                                | 36   | 32 | 15 | 6  | 11 | 59 | 53  | +6   |                                                          |
| 6    | Madrileño C. F.                             | 36   | 32 | 15 | 6  | 11 | 61 | 45  | +16  |                                                          |
| 7    | Alcázar C. F.                               | 35   | 32 | 12 | 11 | 9  | 61 | 54  | +7   |                                                          |
| 8    | C. D. Manchego                              | 33   | 32 | 15 | 3  | 14 | 57 | 51  | +6   |                                                          |
| 9    | Aranjuez C. F.                              | 31   | 32 | 11 | 9  | 12 | 47 | 44  | +3   |                                                          |
| 10   | R. S. D. Alcalá                             | 30   | 32 | 14 | 2  | 16 | 56 | 68  | −12  |                                                          |
| 11   | C. D. Don Benito                            | 30   | 32 | 12 | 6  | 14 | 50 | 63  | −13  |                                                          |
| 12   | S. R. Boetticher y Navarro                  | 29   | 32 | 10 | 9  | 13 | 45 | 55  | −10  |                                                          |
| 13   | C. D. Guadalajara                           | 29   | 32 | 12 | 5  | 15 | 42 | 47  | −5   |                                                          |
| 14   | Manzanares C. F. (D)                        | 28   | 32 | 11 | 6  | 15 | 53 | 61  | −8   | Descenso a Categoría Regional                            |
| 15   | S. D. Emeritense (D)                        | 26   | 32 | 11 | 4  | 17 | 45 | 56  | −11  | Descenso a Categoría Regional                            |
| 16   | U. D. San Lorenzo (D)                       | 14   | 32 | 6  | 2  | 24 | 24 | 112 | −88  | Descenso a Categoría Regional                            |
| 17   | C. D. Manufacturas Metálicas Madrileñas (D) | 12   | 32 | 4  | 4  | 24 | 35 | 80  | −45  | Descenso a Categoría Regional                            |

 Fuente: Fútbol Regional

## Promoción de ascenso a Segunda División

### Equipos clasificados
Los siguientes equipos se clasificaron para la promoción de ascenso a Segunda División:
En negrita se indican los equipos que ascendieron a Segunda División.
| Grupo I        | Grupo II          | Grupo III            | Grupo IV            | Grupo V       |
| -------------- | ----------------- | -------------------- | ------------------- | ------------- |
| 1º Club Ferrol | 1º CP La Felguera | 1º SD Rayo Cantabria | 1º Deportivo Alavés | 1º UD Amistad |
| 2º CD Lugo     | 2º Real Avilés CF | 2º CD Galdácano      | 2º CD Vitoria       | 2º Arenas SD  |

| Grupo VI       | Grupo VII                  | Grupo VIII              | Grupo IX                 | Grupo X              |
| -------------- | -------------------------- | ----------------------- | ------------------------ | -------------------- |
| 1º CF Badalona | 1º Gimnástico de Tarragona | 1º CD Atlético Baleares | 1º CD Olímpico de Játiva | 1º Albacete Balompié |
| 2º CD Manresa  | 2º CD Hospitalet           | 2º CD Constancia        | 2º Onteniente CF         | 2º UD Cartagenera    |

| Grupo XI            | Grupo XII                  | Grupo XIII     | Grupo XIV           |
| ------------------- | -------------------------- | -------------- | ------------------- |
| 1º Sevilla Atlético | 1º RC Recreativo de Huelva | 1º CD Cacereño | 1º CF Calvo Sotelo  |
| 2º Melilla CF       | 2º Jerez CD                | 2º Burgos CF   | 2º CD Villarrobledo |

|  | Clasificado para la Promoción de campeones de grupo ( si obtuvo el ascenso)                          |
|  | Clasificado para la Promoción de subcampeones de grupo y de segunda división ( si obtuvo el ascenso) |

### Equipos ascendidos
Los siguientes equipos ascendieron a Segunda División:
| - Albacete Balompié | - Club Deportivo Atlético Baleares | - Deportivo Alavés | - Burgos Club de Fútbol | - Unión Deportiva Cartagenera | - Real Club Recreativo de Huelva | - Club Deportivo Villarrobledo |